# Dominic Rodriguez
Dominic Rodriguez (11 de mayo de 2004) es un deportista estadounidense que compite en judo. Ganó una medalla de oro en el Campeonato Panamericano de Judo de 2022, en la categoría de –73 kg.

## Palmarés internacional
| Campeonato Panamericano | Campeonato Panamericano | Campeonato Panamericano | Campeonato Panamericano |
| Año                     | Lugar                   | Medalla                 | Categoría               |
| ----------------------- | ----------------------- | ----------------------- | ----------------------- |
| 2022                    | Lima (Perú)             | Medalla de oro          | –73 kg                  |